# Masacre del bosque de Medvédev
La masacre del bosque de Medvédev, también conocida como la masacre de Oriol, fue una ejecución masiva llevada a cabo por la NKVD, la policía secreta soviética, el 11 de septiembre de 1941. Este hecho ocurrió apenas tres meses después del inicio de la invasión alemana a la Unión Soviética. En esa ocasión, 157 presos políticos que estaban detenidos en la prisión de Oriol fueron fusilados en las afueras de la ciudad, específicamente en el bosque de Medvédev, por una orden directa de Iósif Stalin.Esta matanza fue una de las múltiples ejecuciones de prisioneros realizadas con urgencia por la NKVD durante los primeros meses del avance alemán.
En 1941, alrededor de cinco mil presos políticos se encontraban recluidos en la prisión de Oriol. El 5 de septiembre de ese año, siguiendo instrucciones de Lavrenti Beria, la NKVD confeccionó una lista con 170 de esos detenidos, quienes serían condenados a muerte. Beria argumentó que se trataba del grupo más hostil entre los reclusos, acusándolos de difundir mensajes derrotistas y de intentar planear fugas para retomar actividades subversivas. Esta lista fue enviada a Stalin, quien dio su visto bueno. El 8 de septiembre, un tribunal compuesto por los jueces Vasili Úlrij (presidente del panel), Dmitri Kandibin y Vasili Bukanov, dictó la pena de muerte a 161 personas, sin que se realizara ningún juicio ni investigación previa. Sin embargo, para el momento en que se llevó a cabo la ejecución, algunos de los incluidos ya habían muerto, habían sido trasladados o liberados.
Entre las personas ejecutadas se encontraban numerosos ciudadanos extranjeros, incluyendo al matemático Fritz Noether, cuya liberación había sido solicitada por Albert Einstein. Ese mismo día también fueron asesinados otros detenidos notables como Christian Rakovski, Sergei Efron, Olga Kámeneva, Garegin Apresov, Mariya Spiridónova y Dmitri Pletniov.